# The Baggy’s Rehearsal Sessions
The Baggy’s Rehearsal Sessions – wydana kompilacja studyjnych nagrań Jimiego Hendrixa, nagrywanych na żywo w nowojorskich studiach Baggy’s przez zespół Band of Gypsys, który w dniach 18 i 19 grudnia 1969 roku odbywał tam próby. Jest to piąta płyta wydana przez wytwórnię Dagger Records.

## Lista utworów
Autorem wszystkich utworów, chyba że zaznaczono inaczej jest Jimi Hendrix.
| Nr  | Tytuł utworu                     | Długość |
| --- | -------------------------------- | ------- |
| 1.  | „Burning Desire”                 | 9:33    |
| 2.  | „Hoochie Coochie Man” (Dixon)    | 5:57    |
| 3.  | „Message to Love”                | 4:50    |
| 4.  | „Ezy Ryder”                      | 5:32    |
| 5.  | „Power of Soul”                  | 7:33    |
| 6.  | „Earth Blues”                    | 5:10    |
| 7.  | „Changes” (Miles)                | 5:20    |
| 8.  | „Lover Man”                      | 3:39    |
| 9.  | „We Gotta Live Together” (Miles) | 0:44    |
| 10. | „Baggy’s Jam”                    | 4:55    |
| 11. | „Earth Blues”                    | 6:26    |
| 12. | „Burning Desire”                 | 7:20    |
|     |                                  | 1:06:59 |

## Artyści nagrywający płytę
- Jimi Hendrix – gitara, śpiew
- Buddy Miles – perkusja
- Billy Cox – gitara basowa

## Źródła
- John McDermott, The Baggy’s Rehearsal Sessions, wyd. CD, książeczka, Dagger Records, Experience Hendrix, 2002 (ang.). Brak numerów stron w książce